# Diploderma panchi
Diploderma panchi — вид ігуаноподібних ящірок родини агамових (Agamidae). Ендемік Китаю. Описаний у 2020 році.

## Поширення і екологія
Diploderma panchi відомі з типової місцевості, розташованої в повіті Яцзян у Мулі-Тибетському автономному повіті в горах Шалулішань на заході провінції Сичуань, на висоті 2663 м над рівнем моря. Вони живуть в сухих долинах у верхів'ях Ялунцзяну, порослих хвойними лісами і високими чагарниками, зокрема тангутською жимолостю (Lonicera tangutica). Ведуть наземний спосіб життя, вдень гріються на відкритих ділянках, при небезпеці ховаються в тріщинах серед скель або у повалені дерева, вночі сплять на гілках кущів.